# Баланецький Олександр Дмитрович
Олекса́ндр Дми́трович Балане́цький (1984—2022) — юрист Чернівецької міської ради, член ради адвокатів України. Призваний до лав ЗСУ в перший день повномасштабного вторгнення російської федерації. Служив у 108 батальйоні 10 ОГШБ.

## Життєпис
Олександр народився 07.02.1984 року в селі Валява Кіцманського району Чернівецької області. З дитинства мріяв захищати права людини, тому після закінчення Кіцманської загальноосвітньої школи вступив до Прикарпатської філії Академії внутрішніх справ України, пізніше — до Львівського державного університету Міністерства внутрішніх справ України, де здобув кваліфікацію юриста.
Працював у юридичному управлінні Чернівецької міської ради на посаді заступника начальника відділу правового забезпечення з питань земельних відносин та будівництва. Олександр був фаховим юристом, членом Ради адвокатів України в Чернівецькій області, гідно представляв інтереси місцевого самоврядування.
Загинув 20 березня 2022 року в селі Дмитрівка Бучанського району Київської області під час наступальної операції на території, яку окупували збройні сили російської федерації. Похований на Алеї Слави Центрального кладовища міста Чернівці.
Рішенням Чернівецької міської ради від 28.09.2023 № 1442, вулицю Героїв-панфіловців у місті Чернівцях перейменовано на вулицю Олександра Баланецького.

## Нагороди
За вагомий внесок у розвиток міста Чернівців, його популяризацію в Україні, удостоєний почесної відзнаки Чернівецької міської ради — медалі «На славу Чернівців» (посмертно); Указом Президента України № 805/2022 від 28.11.2022 року нагороджений орденом «За мужність» ІІІ ступеня (посмертно).